# Freddy Winsth
Freddy Roland Winsth (Värnamo, 5 luglio 1990) è un calciatore svedese, difensore dell'IFK Värnamo.

## Carriera
Winsth è nato a Värnamo e ha sempre giocato nell'IFK Värnamo sin da quando era bambino.
Le prime partite di campionato in prima squadra le ha disputate nel 2008, quando i biancoblu disputavano la Division 1 ovvero il terzo livello della piramide calcistica svedese. Nel 2010, al termine di una stagione che ha visto Winsth schierato titolare dal tecnico Jonas Thern sin dalla prima giornata, l'IFK Värnamo ha centrato la promozione nella seconda serie nazionale da cui il club mancava dal 1970, quando ancora il torneo era noto con la vecchia denominazione di Division 2.
Durante il campionato 2011 Winsth ha collezionato dunque le prime 11 presenze in Superettan della propria carriera, gran parte delle quali ottenute nella prima metà di stagione. L'anno seguente, anch'esso trascorso in Superettan, il giocatore è tornato a giocare titolare in gran parte delle occasioni. La parentesi nel campionato cadetto è durata ininterrottamente fino al termine della stagione 2018, annata in cui si è concretizzata la retrocessione in terza serie dopo il doppio pareggio contro il Syrianska.
All'inizio della stagione 2019 ha ereditato la fascia di capitano dal ritirato Pär Cederqvist. Winsth è stato dunque il capitano dello storico doppio salto di categoria che, nel giro di due anni, grazie al primo posto ottenuto nella Ettan 2020 e al primo posto nella Superettan 2021, ha portato i biancoblu dalla terza serie nazionale fino alla Allsvenskan, categoria in cui l'IFK Värnamo non aveva mai militato nella storia.
Dopo aver saltato le prime tre giornate dell'Allsvenskan 2022, Winsth ha debuttato nella massima serie il 21 aprile 2022, subentrando nel secondo tempo della sfida casalinga valida della quarta giornata pareggiata 0-0 contro il Malmö FF. La sua prima gara di Allsvenskan iniziata da titolare e da capitano è stata quella della giornata seguente, quando, il 25 aprile, l'IFK Värnamo ha superato per 2-0 il Degerfors in casa. In un campionato concluso dalla squadra al decimo posto, Winsth ha conseguito in totale 19 presenze, 17 delle quali dal primo minuto.